# Agua de Tinta
Agua de Tinta är en ort i Mexiko.   Den ligger i kommunen Huautepec och delstaten Oaxaca, i den sydöstra delen av landet, 290 km sydost om huvudstaden Mexico City. Agua de Tinta ligger 1 687 meter över havet och antalet invånare är 234.
Terrängen runt Agua de Tinta är bergig söderut, men norrut är den kuperad. Runt Agua de Tinta är det ganska glesbefolkat, med 36 invånare per kvadratkilometer. Närmaste större samhälle är Huautla de Jiménez, 7,7 km nordväst om Agua de Tinta. I omgivningarna runt Agua de Tinta växer i huvudsak städsegrön lövskog.